# 彼得里夫卡 (別爾江斯克區)
46°54′1″N 36°3′49″E / 46.90028°N 36.06361°E
彼得里夫卡（烏克蘭語：Петрівка）是位於烏克蘭東南部的村莊，由扎波羅熱州別爾江斯克區的普里莫爾斯克市鎮負責管轄。該村距離馬努伊利夫卡2公里，始建於1861年，面積1.61平方公里，海拔高度47米，2001年人口799。